# 그레이엄섬 (브리티시컬럼비아주)
그레이엄섬(Graham Island)은 캐나다의 하이다과이를 구성하는 섬 중 하나로, 브리티시컬럼비아주에 속한다. 면적은 6,361km2이다.